# Ивановка (Чаплыгинский район)
Ивановка — село Чаплыгинского района Липецкой области, входит в состав Ведновского сельсовета. 

## Географическое положение
Село расположено в 9 км на северо-восток от центра поселения села Ведное и в 37 км на север от райцентра города Чаплыгин.

## История
Ивановское, Новопокровское тож, в качестве пустоши упоминается в межевых книгах Пехлецкого стана в XVII веке. В окладных Ряжских книгах 1676 года оно значится новоселебным селом, что выселилось из прихода села Лебяжье, с церковью Покрова Пресвятой Богородицы. Из досмотра 1700 года Рождественского попа Потапа видно, что при новопостроенной церкви в селе было восемь дворов помещиковых, крестьянских дворов девяносто два. Вместо деревянной каменная Покровская с приделами великомуч. Варвары и св. Димитрия Ростовского Чудотворца построена полковником Матвеем Петровичем Ознобишиным в 1804 году. Одновременно с церковью устроены были колокольня и ограда. Школа существовала с 1864 года и с 1884 года помещалась в новом доме. 
В XIX — начале XX веков село являлось центром Ивановской волости Раненбургского уезда Рязанской губернии. В 1906 году в селе было 118 дворов.
С 1928 года село являлось центром Ивановского сельсовета Троекуровского района Козловского округа Центрально-Чернозёмной области, с 1954 года — в составе Липецкой области, с 1963 года — в составе Чаплыгинского района, с 1976 года — в составе Ведновского сельсовета.

## Население
| 1859 | 1897 | 1906 | 2010 |
| ---- | ---- | ---- | ---- |
| 732  | ↗752 | ↗971 | ↘33  |